# Потери Вооружённых сил России в Сирии
Российское военное вмешательство в гражданскую войну в Сирии началось 30 сентября 2015 года, когда в страну дислоцировалось 4000 российских военнослужащих. Российские силы также состояли из 25 стратегических бомбардировщиков, 20 тактических бомбардировщиков, 12 штурмовиков, 8 истребителей, 16 ударных вертолётов и различных других самолётов.
По состоянию на весну 2019 года Министерством обороны России официально подтверждено 116 погибших военнослужащих Вооружённых сил России в ходе войны. Журналисты Би-би-си установили имена как минимум 543 российских военных, погибших в 2015—2024 годах.
Помимо потерь регулярных вооружённых сил в Сирии на стороне союзника России режима Асада воюют различные частные военные компании, среди них — группа Вагнера. 40—60 из них умерли за первые несколько месяцев 2017 года, по данным «Фонтанки.ру». Они принадлежали к группе «Вагнера». Анонимный OSINT-исследователь Necro Mancer, занимающийся установкой, документацией и анализом событий войны в Сирии, потери ЧВК «Вагнера» на войне в Сирии оцениваются в 208—291 убитых. Это только установленные поименно с помощью открытых источников наемники. Гибель 83 бойцов ЧВК в Сирии нуждается в дополнительном подтверждении. Журналисты Би-би-си установили имена как минимум 346 вагнеровцев, погибших в Сирии.

## Хронология потерь

### 2015
По меньшей мере 8 бойцов ЧВК «Вагнер» погибли 19 октября 2015 года при выполнении боевого задания вблизи города Хама.
27 октября 2015 года погиб солдат-контрактник Вадим Костенко. По официальной версии военных, он покончил с собой на авиабазе Хмеймим из-за расстройства «в личных отношениях с девушкой».
19 ноября 2015 года при координации авиаударов дальней стратегической авиации Российских Военно-воздушных сил по повстанцам погибли офицеры 346-й бригады специального назначения капитан Федор Журавлев из Брянской области и капитан Максим Соровченко из Мурманска.
24 ноября 2015 года Турецкие ВВС сбили российский бомбардировщик Су-24, пилот катапультировался, но в результате обстрела с земли погиб, штурман был спасен. Во время поисково-спасательной операции был подбит, а затем уничтожен вертолет Ми-8, погиб морской пехотинец Александр Позынич. Остальных членов спасательной команды благополучно эвакуировали на российскую авиабазу.

### 2016
В начале февраля 2016 года российское Министерство обороны подтвердило гибель военного советника подполковника Ивана Черемисина. По официальной информации, он погиб в результате минометных обстрелов со стороны боевиков ИГ. Все последующие сведения о его личности и обстоятельствах гибели были объявлены тайной.
24 марта Министерство обороны РФ сообщило о гибели 25-летнего российского офицера спецназа старшего лейтенанта Александра Прохоренко во время наведения авиаударов по террористам близ Пальмиры. Офицер вызвал огонь на себя, когда его обнаружили и окружили боевики.
12 апреля во время выполнения боевого задания недалеко от города Хомс разбился вертолет Ми-28Н, оба члена экипажа погибли.
Согласно документам, которыми владеет fontanka.ru, потери бойцов ЧВК «Вагнер» в боях за Пальмиру за февраль-май 2016 составили не менее 32 человек и около 80 тяжело раненых.
11 мая погиб сержант Антон Ерыгин. Он получил тяжелые ранения 9 мая во время сопровождения автомобилей российского Центра примирения враждующих сторон.
14 мая в результате артиллерийского удара по авиабазе Т4 (недалеко от села Тияс) боевиками ИГ было уничтожено 4 вертолета Ми-24П.
15 июня в провинции Хомс погиб сержант Андрей Тимошенков. По сообщению Минобороны, Тимошенков предотвратил прорыв автомобиля, начиненного взрывчаткой, к месту выдачи гуманитарной помощи мирному населению.
8 июля был сбит российский Ми-35М. Оба члена экипажа погибли на месте. Российское Министерство обороны сначала заявило, что был сбит сирийский Ми-25, но впоследствии признало потерю своего вертолета вроде бы от выпущенной боевиками ИГ противотанковой ракеты BGM-71 TOW. Однако, по неофициальным данным вертолет мог быть потерян в результате дружеского огня.
1 августа в провинции Идлиб был сбит Ми-8АМТШ «Терминатор» (бортовый номер 212 желтый/регистрация RF-95585), 5 человек погибли (3 члена экипажа и 2 пассажира). По официальным данным вертолет возвращался из города Алеппо в авиабазу «Хмеймим».
3 ноября в провинции Хомс из ПТУРа был сбит Ми-35М. Никто из членов экипажа, однако не пострадал и был оперативно доставлен поисково-спасательным вертолетом на авиабазу Хмеймим.
13 ноября в Средиземном море в ходе тренировочных полетов при заходе на посадку на авианосный крейсер «Адмирал Кузнецов» потерпел крушение палубный истребитель МиГ-29К. Пилот катапультировался, его здоровью ничего не угрожало. Авария произошла из-за технической неисправности.
3 декабря при заходе на посадку на «Адмирал Кузнецов» был потерян Су-33 — самолет соскользнул в море после неудачного зацепления за канат аэрофинишера. Пилот катапультировался, его жизни ничего не угрожает.
5 декабря двое российских военнослужащих, медсестры Надежда Дураченко и Галина Михайлова, погибли в результате прямого попадания миномётного снаряда в приемное отделение мобильного госпиталя в Алеппо.
7 декабря Минобороны сообщило о гибели полковника Руслана Галицкого. В ходе артиллерийского обстрела боевиками одного из кварталов Алеппо он получил смертельное ранение.
8 декабря около Пальмиры погиб командир батальона 56-й отдельной гвардейской десантно-штурмовой казачьей бригады майор Санал Санчиров.

### 2017
20 февраля Минобороны России сообщило, что четверо российских военнослужащих (подполковник Сергей Сенин, старший лейтенант Вадим Магамуров, полковник Андрей Зекунов, майор Павел Козаченков) погибли и двое ранены при подрыве автомобиля на радиоуправляемом фугасе 16 февраля. Автомобильная колонна сирийских войск, в которой следовал автомобиль с российскими военными советниками, следовала из района аэродрома Тияс в направлении города Хомс. Когда колонна проехала около четырех километров, под автомобилем, в котором находились российские военнослужащие, сработал радиоуправляемый заряд.
6 марта 2017 года Минобороны подтвердило гибель российского военнослужащего Артема Горбунова 2 марта во время операции по взятию Пальмиры. Ранее о том, он погиб в Сирии, рассказывала жена военнослужащего.
20 апреля 2017 года Минобороны подтвердило гибель российского военного советника майора Сергея Бодрова. По сообщению ведомства, он погиб в результате нападения боевиков на военный гарнизон правительственных войск. Бодров представлен к государственной награде.
2 мая 2017 года Минобороны России заявило о гибели в Сирии подполковника Алексея Бучельникова. По сообщению министерства, он погиб при снайперском обстреле боевиков во время проведения занятий по боевой подготовке артиллерийского подразделения сирийской армии.
9 мая 2017 года ИГ опубликовало видео казни «российского полковника». Минобороны гибель россиянина отрицает.
11 июля 2017 года в сирийском Хаме был убит военный советник капитан Николай Афанасов. Он попал под минометный обстрел боевиков.
25 сентября 2017 года Министерство обороны РФ подтвердило гибель генерал-лейтенанта Валерия Асапова. По официальной информации, он погиб в результате минометных обстрелов со стороны боевиков ИГ, «оказывая помощь сирийским командирам в управлении операцией по освобождению города Дейр-эз-Зор».
2 октября 2017 года Минобороны подтвердило гибель получившего в Сирии ранение полковника Валерия Федянина. Он умер в Москве в главном клиническом госпитале Минобороны, куда был доставлен после того, как его автомобиль был подорван. Федянин организовывал доставку гуманитарной помощи в один из населенных пунктов сирийского Хама.
10 октября 2017 года при совершении разгона на взлет с аэродрома авиабазы «Хмеймим» для выполнения боевого задания выкатился за пределы взлетно-посадочной полосы и разбился самолет Су-24. Экипаж самолета (Юрий Копылов и Юрий Медведков) не успел катапультироваться и погиб.
31 декабря 2017 года в Сирии разбился боевой вертолет Ми-24, двое членов экипажа погибли. Только 3 января 2018 года, после огласки в социальных сетях и средствах массовой информации, Министерство обороны РФ признало факт крушения.
В тот же день, 31 декабря 2017 года, в результате минометной (по другим данным — ракетной) атаки боевиками ИГ российской авиабазы «Хмеймим» было уничтожено 7 самолетов: 4 фронтовых бомбардировщика Су-24, 2 многоцелевых истребителя Су-35С и один военно-транспортный самолет Ан-72. Также был уничтожен склад боеприпасов. Ранения могли получить более десяти военнослужащих. 4 января Министерство обороны РФ вынуждено было признать факт минометного обстрела, но заявило о смерти двух российских военнослужащих и отрицало информацию об уничтожении самолетов ВКС России.

### 2018
3 февраля 2018 года в небе над провинцией Идлиб был сбит российский Су-25 боевиками с группировкой Хайят Тахрир аш-Шам из ПЗРК. Пилот, последнее известное место военной службы которого 18-й штурмовой аэрополк (Черниговка, Приморский край) катапультировался и был убит уже на земле.
Ночью с 7 на 8 февраля в районе сирийского города Хашам близ Дейр-эз-Зора произошло боевое столкновение поддерживаемых США Демократических сил Сирии, сил специальных операций США и регулярной американской армии с сирийской армией, в том числе наемниками из состава подразделений ЧВК «Вагнер». Про-Ассадовские силы при поддержке россиян пытались взять под контроль нефтеперерабатывающий завод и отдельные оказавшиеся на территории нефтяные месторождения подконтрольные демократическим силам Сирии. В результате произошло боевое столкновение, в котором колонна была уничтожена. Российская сторона сначала отрицала присутствие своих сил в колонне, но после начала столкновения запросила перемирие для эвакуации тел погибших. Подразделения США и демократических сил Сирии в этом столкновении не понесли никаких потерь. Потери со стороны российских подразделений официально не объявлены. По данным американских военных в нападении участвовало около 500 человек, а в результате контрудара было убито около 100 человек. 20 февраля 2018 года российский МИД признал, что в Сирии погибли несколько десятков граждан России, но не военных.
6 марта 2018 года при заходе на посадку на авиабазу «Хмеймим» (за 500 м до посадочной полосы) разбился российский Ан-26. Погибли все 39 человек, находившиеся на борту. Наземные наблюдатели никаких признаков атаки не заметили, среди названных версий происшествия были названы технические неисправности. Все погибшие были русскими кадровыми военными. Среди пассажиров самолета было 26 офицеров и генерал-майор Владимир Еремеев.
3 мая 2018 года после взлета с авиабазы «Хмеймим» неподалеку от города Джебла (примерно в 3 км от побережья) в Средиземное море упал истребитель Су-30СМ, оба пилота погибли. Огневого воздействия на самолет зафиксировано не было, поэтому основной версией является техническая неисправность или попадание птицы в двигатель.
7 мая 2018 года во время планового полета на востоке Сирии разбился Ка-52 ВКС России, оба пилота погибли. По официальным данным вертолет разбился из-за технической неисправности, по неофициальным — сбитый с ПЗРК.
27 мая 2018 года в провинции Дейр-эз-Зор в результате обстрела со стороны боевиков ИГ погибли четверо российских военных. Два российских военных советника, управлявшие огнем сирийской батареи, погибли на месте, сообщило Минобороны. Еще двое умерли от полученных ранений в госпитале.
17 сентября 2018 года при заходе на посадку на авиабазе «Хмеймим» сирийским С-200 в результате «дружественного огня» был сбит российский самолет радиоэлектронной разведки Ил-20. Все 15 человек, находящиеся на борту погибли. Позже стало известно, что катастрофа произошла из-за атаки израильскими F-16 по сирийской провинции Латакия. Израиль отказался комментировать эту информацию. Министерство обороны России заявило, что это был «враждебный жест».

### 2019
31 января 2019 года при выполнении боевого задания погиб офицер Воздушно-десантных войск Максим Плетнев.
22 февраля 2019 года автомобиль «УАЗ» с российскими военнослужащими, возвращавшимися с доставки гуманитарной помощи, попал в засаду боевиков в провинции Дейр-эз-Зор. В завязавшемся бою погибли 3 человека, некоторое время они считались пропавшими без вести, позднее удалось найти их тела. Среди погибших были и гвардии майор 38-й ОМСБр Сухроб Каримов и комбриг 30-й ОМСБр полковник Виктор Еловенко.
3 сентября 2019 года стало известно, что три человека (старший лейтенант Кирилл Никонов, капитан Дмитрий Сысков и майор Роман Мицык) во время разведки подорвались на мине. Минобороны России утверждало, что российских солдат в этом районе не было.

### 2020
1 февраля 2020 года при выполнении задания в Сирии погибли четверо сотрудников Центра спецназа ФСБ: капитан Дмитрий Минов, лейтенант Всеволод Трофимов, майор Руслан Гимадиев, майор Булат Ахматьянов. По версии, распространившейся в сирийских проправительственных СМИ и российских социальных сетях, офицеры погибли в окрестностях сирийского города Алеппо. По информации источников издания "Новая газета", россияне погибли в окрестностях Латакии, полностью контролируемой сирийскими правительственными войсками. Сирийские повстанцы знали маршрут возвращения ФСБ-шников в город и заложили по дороге фугас. Контуженных россиян добивали выстрелами в упор — в сердце и в висок.
22 июня 2020 года стало известно о гибели сотрудника Центра специального назначения ФСБ подполковника Антона Копейкина. Обстоятельства смерти и точное место гибели не назывались. В честь Копейкина решили назвать одну из школ в Белгородской области.
18 августа 2020 стало известно, что в Сирии в Дайр-эз-Зауре при взрыве самодельного взрывного устройства погиб генерал-майор Вячеслав Гладких, он занимал должность заместителя командующего 36-й общевойсковой армии. Это уже третий генерал российской армии, погибший в Сирии.

### 2021
9 июня в сирийской провинции Эль-Хасака подорвался бронеавтомобиль военной полиции, от полученных травм погиб российский военнослужащий. Его имя так и не назвали. Неустановленное взрывное устройство сдетонировало при проверке маршрута патрулирования. Еще три россиянина получили ранения.
9 сентября в сирийской провинции Хомс погиб заместитель командира 61-й бригады морской пехоты подполковник Алексей Шнайдер в результате взрыва на пути следования колонны с гуманитарной помощью.

### 2022
17 июня погиб офицер Центра спецназначений ФСБ РФ капитан Илья Цуприк. Его убило камнем, отлетевшим при взрыве.

### 2023
В ночь с 25 на 26 мая при отражении атаки боевиков численностью около 150 человек в районе города Эс-Сухне (провинция Хомс) погиб полковник Олег Печевистый из Ленинградской области.
В результате обстрела, который произошел рано утром в понедельник, 12 июня, на севере Сирии, военный автомобиль был взорван, и в результате происшествия погиб российский офицер майор Уллубий Гаджесов из 136-й отдельной мотострелковой бригады, а ещё несколько человек получили ранения.

### 2024
29 января в Сирии рухнул российский вертолет Ми-8АМТШ. Причины официально не известны. Предварительно — потеряли ориентировку в ущелье из-за резкого ухудшения метеорологических условий. Экипаж погиб.
28 ноября во время масштабного наступления повстанцев погиб старший лейтенант ССО Александр Кусков (посмертно Герой РФ).